# Francesco Zucchetti
Francesco Zucchetti (né le 14 avril 1902 à Cernusco sul Naviglio et mort le 8 février 1980 à Trichiana) est un coureur cycliste italien. Lors des Jeux olympiques de 1924 à Paris, il a remporté la médaille d'or de la poursuite par équipes avec Angelo De Martino, Alfredo Dinale et Aleardo Menegazzi.

## Palmarès
- 1924
  -  Champion olympique de poursuite par équipes (avec Angelo De Martino, Alfredo Dinale et Aleardo Menegazzi)